# فهرست والیان پکتیا
جدول زیر فهرست والیان ولایت پکتیا افغانستان است.

## فهرست
| والی | والی | والی            | دوره                | جزئیات | یاداشت |
| ---- | ---- | --------------- | ------------------- | ------ | ------ |
|      |      | پاچا خان زدران  | ۲۰۰۱ ۲۰۰۲           |        |        |
|      |      | تاج محمد وردک   | ۲۰۰۲                |        |        |
|      |      | راز محمد دلیلی  | ۲۰۰۲ ۲۰۰۴           |        |        |
|      |      | اسدالله وفا     | ۲۰۰۴ ۲۰۰۵           |        |        |
|      |      | حکیم تنیوال     | ۲۰۰۵ ۲۰۰۶           |        |        |
|      |      | رحمت‌الله رحمت   | ۲۰۰۶ ۲۰۰۷           |        |        |
|      |      | جمعه خان همدرد  | ۱۷ دسامبر ۲۰۰۷ ۲۰۱۵ |        |        |
|      |      | نصرت ارسلایی    | ۱۹ مه ۲۰۱۵ ۲۰۱۶     |        |        |
|      |      | زلمی ویسا       | ۲۴ نوامبر ۲۰۱۶ ۲۰۱۷ |        |        |
|      |      | شمیم خان کتوازی | ۲۶ ژوئن ۲۰۱۷ کنونی  |        |        |